# 戰甲神兵
《戰甲神兵》（又译作）是一個2013年发行的主打PVE的第三人稱射擊遊戲，由加拿大Digital Extremes開發的獨立遊戲，可在Microsoft Windows、PlayStation 4、Xbox One及任天堂Switch平台上遊玩，採用免費遊玩模式，目前已可以跨平台連線。
《戰甲神兵》的游戏背景采用的是Digital Extremes曾在2008年發售的電子遊戲《黑暗戰區》的理念，但是由于2008年的電子遊戲流行現代戰爭背景類型，進而影響了《黑暗戰區》的理念開發。《黑暗戰區》最初設定是個充滿著互相獵殺的賞金獵人的太空宇宙，但這個版本最後被廢棄了，後來的版本虽然也設定在外太空的科幻場景，但最後仍為了迎合市場需求將場景換成了現代戰爭。直到2012年Digital Extremes看見科幻類型的電子遊戲有機會在市場上嶄露頭角時，才又将未来世界外太空设定为工作室的新方向，並召回了當初設計《黑暗戰區》的成員們，重新塑造當時應有的概念，並將名字取名為《戰甲神兵》。

## 剧情
《戰甲神兵》描述太陽系中存在一派種族「Tenno」，被冰封在冷凍艙中數個世紀之久。為了抵抗「Grineer」這個軍事化帝國、巨型工商業複合體「Corpus」和高強繁殖力和感染性的異變生命群體「Infested」想以武力掌控太陽系的勢力，Tenno再度被喚醒。玩家將與其他Tenno夥伴合作，在Lotus的領導下守衛太陽系，阻止邪惡勢力的陰謀，並維持世界的平衡。運用古老生化科技發展出來的外骨骼武裝系統Warframe，Tenno將獲得難以想像的強大力量與戰鬥技巧，並進一步擁有足以探索與掌握整個世界的進攻、防守能力，以尋找遠古文物為主要目的，藉此強化升級他們身上的戰甲與武器，讓Tenno獲得更多足以對抗外星種族與其他侵略者的強大力量。當玩家適應了第一個戰甲後會遇到一個叫Ordis的人工智慧宇宙飛船並將玩家帶走，一同探索太陽系。
在《戰甲神兵》的故事中，不論是現代還是過去的每個事件中，幾乎都跟殞落的Orokin帝國有關。遊戲中的戰甲也是Orokin的創作，遊戲的大部分故事都在探索在Tenno和戰甲還在時，他們的創造者卻消失得無影無蹤。遊戲的角色們經常提到了古老的戰爭，這個衝突導致徹底摧毀了Orokin，在幾個世紀之後，倖存者們仍然在尋找著真相。

## 開發
1993年，十二歲的詹姆斯·施馬茲（James Schmalz）建立了Digital Extremes，將他受到《星際控制II》的啟發而製作的第一款電子遊戲《太陽風》交給Epic MegaGames發行，Digital Extremes便開始與Epic MegaGames發展近十年的合作關係。在Digital Extremes與Epic MegaGames還有其他公司開發了《魔域幻境》之後，兩家公司一同開發了《魔域幻境之浴血戰場》系列，包括了Xbox Live的《魔域幻境之武林至尊》。就在這個時候，工作室希望可以獨立創造出屬於自己的產品。
2000年，Digital Extremes在官方網站上公佈正在開發名為《黑暗戰區》的多人線上射擊遊戲，這是在《魔域幻境之浴血戰場》的成功後所建立的計劃，但規模比前者還大，玩家有控制飛船的能力，可獵殺目標賺取賞金，並以活的時間越久越好為目標。但這個遊戲版本最後被廢棄了。
2004年4月2日，製作團隊更換了新一代的硬體後決定重新製作《黑暗戰區》，並將其內容改成未來主義的動作潛行遊戲，該遊戲的創意總監史特夫·辛克萊（Steve Sinclair）表示，他想製作出一款大型單人遊戲並帶有強烈的科幻元素、加拿大漫畫風格、能量觸手從人腦鑽出來、帶著有機肢體的巨大機器人、《潛龍諜影》式的隱身衣和念力及其它來自《沙丘》和《潛龍諜影》中各式各樣瘋狂的東西。在概念影片釋出後，回應非常熱烈，甚至出現在CNN上，但可惜的是，當年盛行現代戰爭類的遊戲，科幻類型的遊戲完全不受發行商青睞，儘管還是有Bungie的《最後一戰：戰鬥進化》這個案例；索尼曾認為這遊戲很酷，但卻詢問製作團隊能否去除科幻元素並將時間設定在南北戰爭；甚至有發行商想將時間設定變成在現代的超級英雄類型，這項項目就此被擱置多年。Digital Extremes在2005年和2006年間各發行了一款科幻元素第一人稱射擊遊戲，分別是《魔域反攻》和《敌对行动》，算是為了彌補《黑暗戰區》的傷口。其中一個開發《黑暗戰區》所發生的問題是，製作團隊使用的是他們內部研發的遊戲引擎Evolution，並非他們熟知的虛幻引擎。在他們「自大和天真」的運作下建立新的世界、系列作以及引擎，導致他們在2008年發行的《黑暗戰區》變成不太好的電子遊戲。
《黑暗戰區》的環境最初打算設定在科幻小說的外太空，而玩家扮演著有超能力的角色，身穿表面帶有光澤的機械戰甲。但是《黑暗戰區》被翻修了，大部分的科幻元素也都被廢棄了，取而代之的是大量的現代場景。直到2012年春季，科幻遊戲再次有機會登上市場後，才又成為工作室的新方向。Digital Extremes之後宣布正在開發的《戰甲神兵》借鑑了最初《黑暗戰區》中角色、關卡設計，並以不同名字來重現當時的原始概念。2003年發展的原始架構與美術概念，到此終於有了運作的機會，但此時項目開發中，也受到了市場上既有產品的影響，如《夢幻之星網路版》、《質量效應》，以及各種知名線上遊戲等。儘管最後項目完成的面貌，多少有受到其他作品的啟發，但他們也保留了許多當年的概念。即使在《戰甲神兵》早期的狀態下透過2004年構成《黑暗戰區》的設計文檔中運行，但仍然是對製作團隊相當大的成功。在遊戲封閉測試期間也添增了幾項新功能，像是玩家可以沿著牆壁奔跑。
美術總監麥可‧布倫南（Michael Brennan）自小就被亞洲美術設計有所吸引，尤其是日本藝術，當他設計角色時很自然的呈現了這個效果。他希望這種結合了世界各地特色的風格，可以為廣大玩家群，帶來既熟悉、卻又包含著異國風情的感覺。
2017年10月13日，推出第一張具有開放世界特性的地圖「夜靈平野（Plains of Eidolon）」。遊戲中的角色(Lotus)配音員兼Digital Extremes的社群經理的麗貝卡‧福特（Rebecca Ford）接受PCGamesN的採訪並表示，在首次製作開放世界地圖時，是製作團隊第一次將引擎發揮至極限，因為他們使用的是內部的引擎，不是虛幻引擎或其他東西，福特表示遊戲會繼續為這方面拓展，也堅信著這是玩家一直以來想要的東西，她也表示製作團隊手工精製的開放世界地圖的美術風格是玩家從沒見過的。

### 免費遊玩制與社群
Digital Extremes公司領導層看到商業模式正從2010年和2011年逐漸消失，執行長詹姆斯·施馬茲（James Schmalz）與資深員工集體研討下一步該怎麼做，事後證明大多的員工沒有忘記《戰甲神兵》的原始概念並想找一種方法完成這款遊戲，製作團隊也考慮著像《英雄聯盟》等這種免費遊玩制的全新商業模式，他們發現，這種商業模式跟以前工作室早期流行的其它商業模式沒有什麼太大的不同。在他們決定發布遊戲前，製作團隊將這款新遊戲帶回到一系列的發行商，並被告知這種想法不管用，因為這是款玩家對抗環境（PVE）的遊戲，場景也太過於科幻。發行商告訴他們，如果想要在免費遊玩市場生存的話，首先必須要有個有競爭力的玩家對戰（PVP）遊戲，並且需要非科幻類型並與大眾共鳴為前提。在那之後製作團隊決定要靠自己來發行這款遊戲。當2012年重啟這個計畫時，便決定要利用這個機會跨入免費遊玩制市場。當時《戰甲神兵》的製作團隊，包括創意總監史特夫·辛克萊（Steve Sinclair）和助理製作人派特‧庫迪爾卡（Pat Kudirka）等人在免費遊玩制市場上看到了絕佳的機會，讓如這種擁有好構想的獨立開發工作室，可透過免費遊玩制將自己的創意與產品直接呈現給玩家，並透過遊戲社群的力量持續運作。市面上已經有很多PVP的遊戲，但卻沒有一款PVE代表性的射擊遊戲，製作團隊認為這是個成為箇中翹楚的好機會。作為獨立開發工作室，當時有超過80位的製作人員，當時開發時也發生不少狀況，讓世界各地玩家所組成的志願團隊為我們指出哪些地方不對，並利用這些回饋意見為基礎修改產品，各種語言版本也交由社群玩家自行製作，這也能讓社群了解到，製作團隊正與他們一起開發這套遊戲，也協助翻譯與更新遊戲內容。Digital Extremes的出版副總裁美樂蒂‧布郎恩表示，當時的《戰甲神兵》是個共享軟體，他們不斷與玩家保持聯繫、必須與玩家密切交談，她很高興在那之後還是保持這樣的模式。作為不斷與社群反饋的結果，遊戲也推出了玩家對戰模式，但製作團隊相信遊戲背後的故事和傳說是讓人氣持續高漲的元素之一，製作團隊開始在每次的定期更新期間釋出《戰甲神兵》世界的小部分資訊，在那之前遊戲中並沒有類似故事的情節。在不斷的更新中添加一些傳說後，玩家開始自創和推測《戰甲神兵》的背景，讓製作團隊發現玩家真的很想知道遊戲中發生了什麼故事。在2015年末，在粉絲的好奇心的推動下，製作團隊決定將更多時間和精力投入至其中一個大型更新，名為「第二場夢」。這次更新首次引入了新的故事和任務來揭露《戰甲神兵》宇宙的歷史，而且非常成功。
任何免費遊戲被關注的一點就是貨幣化；在每一天的結束，這些產品都需要產生收入，開發商可能會因為誘惑而製作一款鼓勵消費者花錢的遊戲，而非製作一款有趣的遊戲。Digital Extremes的出版副總裁美樂蒂‧布郎恩（Meridith Braun）堅持認為《戰甲神兵》的貨幣化模式並沒有讓遊戲的其餘部分釀成醜聞，並表示「貨幣化深深植根於遊戲設計的DNA裡，這對於透過此模式來獲得有趣的遊戲體驗至關重要。你可以玩遍整個《戰甲神兵》的內容，而不用花任何一毛錢。或著，你沒有時間賺錢，但你認為我們值得支持的話，那你可以為我們的辛勤工作而投下幾塊硬幣。無論哪種方式，我們已經為玩家做出一系列平衡和優惠的公平模式。」DESIblitz.com表示《戰甲神兵》的貨幣化很公平。在電子遊戲界正因為《星際大戰：戰場前線II》的虛擬抽獎所引起的微交易爭議期間，gamesindustry.biz的詹姆斯‧布萊曼（James Brightman）採訪了美樂蒂‧布郎恩（Meridith Braun），布郎恩表示在這過去四年以來一直在學習和微調微交易的方法，她認為，《星際大戰：戰場前線II》引起的爭議對於今日在電子遊戲追求微交易的任何遊戲公司來說都是個寶貴的經驗，Polygon的班‧庫切拉（Ben Kuchera）認為「這些商業手法正受到更多的審查，但最好的虛擬抽獎或免費遊戲的經濟結構則繼續為公司賺取大量的金錢，而不會給玩家太大的不便。」並認為《戰甲神兵》只提供隨機的產品，這作為免費遊戲是個非常好的手法。當製作團隊接受Polygon的採訪時討論道，有玩家抱怨想要為他的寵物換成其它顏色，但該系統功能卻只能為他隨機替換顏色，美術總監傑夫·克魯克斯（Geoff Crookes）表示「我們並沒有嘗試製作抽獎機制，那不是我們想要的系統。我們盡可能的花了一或兩天的時間做了應對」並表示已經將拿去花在隨機塗裝上的錢退還給玩家。
2014年推出的非免費遊戲《天命》，是第一款在推出時讓《戰甲神兵》的玩家明顯下滑的競爭對手，製作團隊相當緊張，且不斷一邊追蹤《天命》的消息一邊做著自己的事情，也非常感謝玩家對《戰甲神兵》的忠誠度，布郎恩也表示「我認為傑出的電子遊戲永遠都有嶄露頭角的機會。」PCGamer.com採訪麗貝卡‧福特（Rebecca Ford）的時候，後者表示《冒險聖歌》是第二個競爭對手，福特表示她並沒有深入尋找《冒險聖歌》與《戰甲神兵》的相似之處，但她也表示玩家想玩什麼是他們的自由。在2017年的《天命2》在PC平台上市之後，PCGamer.com再度採訪麗貝卡‧福特（Rebecca Ford）並詢問《戰甲神兵》是否可與《天命2》在個人電腦上和平共存，後者表示「絕對可以」。

### 收購
2014年6月30日，完美世界網路公司與森寶食品控股公司合作計劃收購開發商Digital Extreme，希望讓完美世界旗下研發工作室再多一家，而森寶食品內部消息文件已經證實了將進行投資一事，但此消息在7月2日被Engadget報導後，引發國外部分《戰甲神兵》玩家不滿，甚至有玩家在官方論壇發文希望Digital Extreme不要跟完美世界進行交易。有玩家表示任何被完美世界收購的電子遊戲公司不得不轉移開發新的遊戲內容，並要求開發出鎖箱和抽獎系統來獲得遊戲中的寶物和獎勵。創意總監史特夫·辛克萊（Steve Sinclair）回覆「你可能已經閱讀過有關Digital Extreme業務發展方面的一些消息，並可能讓你擔憂。出於法律關係，我們不能透露具體消息，但是如果你知道《戰甲神兵》的歷史的話，你就會知道我們正試圖《戰甲神兵》的設計保留在Digital Extreme的手中。是的，我們是有機會的，但是遊戲本身就是，而且仍會用愛來爭取。」。10月15日，森寶食品控股公司收購了Digital Extreme的58%股份，而完美世界收購了3%，開發商的執行長詹姆斯·施馬茲（James Schmalz）表示「我們很高興與潛在的合作夥伴一起工作，這些合作夥伴分享我們關於遊戲未來的哲學以及我們如何接近它。這樣的夥伴關係將使我們進一步繼續讓《戰甲神兵》更龐大及更好地完全控制自己的命運。」該收購尚未結束，而且受到若干的限制，其中一項條件是准許完美世界在中國大陸發佈《戰甲神兵》的獨家權利，因為當時的中國大陸在那一陣子解除了電子遊戲機的禁令，此項收購也表示製作團隊會有更多的資金來更新和改善遊戲。此項交易最後在2015年7月完成。2014年11月25日在PC平台推出首個以中國神話《西遊記》的人物孫悟空為參考的新戰甲「悟空（Wukong）」。
2016年3月16日，詹姆斯·施馬茲（James Schmalz）接受了美國軟體買賣公司崑崙集團（Corum Group）的採訪，他表示先前已經有和該集團討論公司買賣的事情，在幾次交談後發現他們有能力朝著亞洲市場邁進，特別是中國。在文化的角度上，他們完全無法深入其中。因此在他們和有興趣的中國市場的公司交談時，他們感到非常興奮，這似乎也引發了真正收購的可能性，這進一步的發展對他們來說非常有意義。當大部份的股份被樂遊科技（前身為森寶食品）收購到至今，已經是他們絕佳的合作夥伴了，因為他們知道在公司之間的文化不相容的情況下收購會變成惡夢，他們很感謝樂遊科技幫助他們能夠更好地進入中國和亞洲市場，並被證明是幫助他們實現下一個目標的絕佳夥伴。5月20日，樂遊科技買下了剩下的39%股份。2017年9月2日，Venturebeat採訪了樂遊科技的執行長許怡然，他表示利用森寶食品這個空殼公司一步一步的收購，無論是發行債券還是新股都非常複雜，差不多花了一年的時間才完成。

### 發行
2013年，登上Steam平台後的三月，《戰甲神兵》與《絕對武力》以及其他五款遊戲登上了Steam圖表上，藉此讓索尼注意到了他們，索尼便與Digital Extremes接觸，並成功讓製作團隊獲得了PlayStation 4的開發工具。《戰甲神兵》確定為PS4的首發遊戲，並會在2013年11月15日免費開放下載，遊戲的創意總監史特夫·辛克萊向外界透露，該遊戲僅在PS4平台上獨佔三個月，並說道「遊戲透過多種不同的方式來到玩家手中，而索尼率先得到了這個機會，這就是為什麼我們會讓《戰甲神兵》率先在PS4平台上推出。對於動作愛好者來說，你沒有理由在遊戲開放下載的那天不去下載《戰甲神兵》玩，何況它還是免費的。」7月，製作團隊表示有興趣讓該作登上其它平台。但相對的，在Xbox One平台可能礙於微軟的政策無法快速登上Xbox One平台，《電影混合》（Cinema Blend）的威廉·亞瑟（William Usher）認為「阻止獨立開發商自行發布遊戲會限制Xbox One上出現什麼遊戲。」但他知道「阻止獨立開發商自主發行的主要原因之一就是，大多的獨立遊戲都是『垃圾』或者品質不是很高的遊戲。」以及「許多時候，圖形品質是能夠分辨獨立遊戲和AAA遊戲的重要因素，但是我們已經開始看到來自鮮為人知的工作室的遊戲所帶來的視覺和圖形風險模糊了這種區分的界線，而《戰甲神兵》顯然是那些遊戲的一部份。」
2014年6月9日，Digital Extremes透過微軟的ID@Xbox計劃成功讓《戰甲神兵》進入Xbox One平台，創意總監史特夫·辛克萊表示「讓《戰甲神兵》引入Xbox One是一件不容易的事情。」。12月，中国大陆的索尼PlayStation中国发布会上，完美世界高级副总裁许怡然先生宣布将于2015年在PS4国行主机上发行《戰甲神兵》。2015年約3月初左右，《戰甲神兵》的PC版本在中国大陆通過了國家新聞出版廣電總局的審查並將由暢遊代理，而不是PS4版代理公司完美世界。11月6日，完美世界的《戰甲神兵》官方網站宣布PS4版將於11月26日發行。2017年5月15日，中国大陆的《戰甲神兵》PS4版於2017年9月27日停止營運。2019年3月，在騰訊的Wegame平台發行。

### 擴張包

#### 《第二場夢》
《第二場夢》擴張包中新增新的敵對勢力「Sentient」，「Sentient」是一群自稱來至Tau星系的超人類種族，企圖侵略太陽系毀滅人類。而在主綫故事「覺醒」中，揭露出Tenno在戰甲背後的真面目。

#### 《內戰》
《内戰》的主綫故事是Tenno發現武形秘儀的領袖Teshin暗地裏將其他在月球中沉睡中的Tenno同胞拐走，知道了Teshin暗地裏為Grineer的雙子女王服務，Tenno就跟Teshin打起來但他成功逃脫。Tenno跟蹤Teshin到Grineer的統治者-「雙子女王」所居住的赤毒要塞，但Tenno潛入去要塞後見到雙子女王後與Lotus斷絕聯絡，他的戰甲被雙子女王擒住。原來Teshin其實是過去Orokin的廷衛，向擁有長生不老之秘藥「赤毒」（Kuva）的Orokin統治者們宣誓效忠，現在雙子女王擁有著它，所以Teshin對女王們唯命是從。雙子女王企圖以赤毒的力量來奪走他的身體來爲自己延續生命，在此時Tenno指揮官陷入幻象之中，在幻象中的Tenno指揮官重新學習操縱虛空能的能力，Teshin也在幻象中指導著他，當Tenno的能力完全覺醒後從幻象中回到現實並傳送自己去赤毒要塞，與Teshin合作擊敗雙子女王並奪走赤毒。

#### 《夜靈平野》
新增地球村莊“希圖斯”和相連的自由探索版圖“夜靈平原”、新集團Ostron和夜羽、釣魚和挖礦功能及玩家組裝的近戰武器“Zaw”和指揮官專用的“增幅器”。

#### 《犧牲》
《犧牲》為接著《内戰》之後主綫故事，Tenno突然被召喚來到月球，與一直指導著Tenno進行任務的Lotus相遇，但Lotus就跟著一個Orokin男人Ballas離去並斷絕聯絡，只留下了她的頭盔。在Tenno尋找Lotus時，中樞Ordis發現一個奇怪的信號，Tenno就嘗試跟著這訊號去尋找，發現一個名爲“Excalibur Umbra”的神秘戰甲的部件，Tenno將它重建，但它立即就暴走起來並逃出登陸艇，Tenno就去追趕Excalibur Umbra，期間Ordis解開了Ballas留下的資料，知道了Exalibur Umbra和和其他一切的戰甲的來歷。最後Tenno跟Excalibur Umbra進行接觸，看到它被改造成戰甲前的痛苦回憶，Tenno安撫Excalibur Umbra的傷痛並成功控制它，然後追殺Ballas盤問他Lotus的下落，可是……

#### 《福爾圖娜》
新增金星Corpus為主題的自由探索版圖「奧布山谷」和地下都市“福爾圖娜”、新勢力“索拉里斯聯盟”和“索拉里斯之聲”、玩家自行組裝槍械“組合槍”、K型滑板和捕獵動物功能。

#### 《九重天》
新增「銳捷號」突擊炮艇，令玩家能進行更廣大的太空戰。

#### 《遠古之血》
實裝「赤毒巫妖」的新敵人。「赤毒巫妖」是Grineer為對付Tenno而設的强大敵人，需要用特殊的方法來擊敗他，打敗他的話可以將他變成同伴或殺死來奪走他的「赤毒武器」。
玩家必須擁有銳捷號才能擁有。

#### 《惊惧之心》
新增衛星版圖火衛二、「亡骸殿」和Infested主題的自由探索版圖「魔裔禁地」、新勢力「源拓氏」和「亡骸精靈」，以及玩家自行組裝機甲「亡骸機甲」。

#### 《CORPUS・毗鄰星》
- Digital Extremes將「銳捷號」的功能重新調整，令玩家可以不需要氏族道場都可以參與銳捷號的太空戰，而且銳捷號的武器更容易獲得和改造功能變得更人性化。
- 實裝「Pravos的姊妹」的新敵人，性質與Grineer的「赤毒巫妖」一樣，為Corpus陣營的强敵角色，而她們武器都是以「教條」爲名。

#### 《新世戰紀》
《新世戰紀》於2021年12月15日發放，是繼《犧牲》之後的新的主綫故事。需要銳捷號戰船和亡骸機甲才能進行。
《新世戰紀》的故事講Sentient突然對始源星系的各大星球發動攻擊，Grineer、Corpus和Tenno三方勢力聯手抵抗但最後失敗，Lotus以Natah的身份阻止Ballas和Erra的野心也失敗，Lotus和Tenno的指揮官也失去蹤影。背叛人類的前Orokin執行官Ballas借著Sentient的協助下自立爲王，成立“那爾邁帝國”，對始源星系進行殘暴的統治，强迫全人類戴上面罩控制他們的思想。不久後，有一個名爲“漂泊者”的神秘人，對那爾邁進行游擊戰以解放人類，但不敵執政官而退。於是“漂泊者”就在金星偷取了穿梭機，前往海王星尋求被封印的Sentient之前領袖和Lotus的父親Hunhow的協助，Hunhow深知他的同胞、兒子Erra和女兒Lotus被Ballas利用，同意協助“漂泊者”，賜予武器“元滅”和講述Ballas手下三名執政官的弱點，“漂泊者”就去獵殺執政官以取回Lotus的力量碎片。當“漂泊者”打倒其中兩位執政官，回收兩份碎片交給Lotus之後，Lotus因不承認“漂泊者”他的Tenno的身份，對他發動攻擊。
另一邊廂，Tenno指揮官在Zariman-10-0調查船中上課，然後該船發動虛空跳躍，跳躍後發生嚴重災難，成年人全部發狂，船上的孩子們把自己困在課室裏等待救援，Tenno指揮官嘗試安撫同伴，然後就遇上“墻中之男”，“墻中之男”説他有辦法拯救指揮官的同伴，但就要跟他訂下契約，情急之下，指揮官別無他選與他立契。因此指揮官和“漂泊者”兩者融爲一體。然後畫面回到“漂泊者”的營地，“漂泊者”變成了指揮官，有了使用虛空能量的能力，令Lotus承認他是Tenno而停止攻擊他，不過Lotus記起她有重要的事情而離去。
Ballas發現他失去了兩名執政官之後，決定集結Sentient的艦隊去太陽去提早實現他的“計劃”，但協助他的Erra開始質疑Ballas了。而Tenno指揮官前往Zariman-10-0調查船的遺跡與“漂泊者”見面，選擇以其中一人的身份去作戰。Tenno就去地球的Ostron村落，解救當地人並登上Unnm之塔以追截Lotus。從Lotus的口中知道，Ballas企圖毀滅太陽，令始源星系滅亡，犧牲自己一手建立的那爾邁帝國逃往Tau星系，但Lotus希望靠自己去阻止Ballas，不讓Tenno協助她並把他趕走，然後中樞Cy派遣銳捷號來接應Tenno，前往太陽進入Ballas的旗艦“佩加哈薩”。
Tenno以亡靈機甲進入“佩加哈薩”後，Erra出手協助Tenno，他明白了Ballas根本在利用他的同胞來滿足自己的野望，不過Erra最後為Tenno撐住通道而犧牲了自己。Tenno打倒最後一位執政官，拿取最後一塊Lotus的碎片後去跟Ballas對質。
Tenno到達了Ballas的王座後，見到Lotus正在跟Ballas對峙，Ballas隨即將碎片從Tenno手上搶走並吸收進自己的體内，令他能控制了Lotus的身心並命令她殺死Tenno，經過一番搏鬥後，Lotus成功掙脫Ballas的控制但仍然被Ballas壓制住，Tenno指揮官乘機將面罩戴上在Ballas的臉上令Ballas的心被迷惑，看到Lotus為他的戀人Margulis，Lotus就趁機跟Ballas接吻將他的生命力全部吸走，Lotus恢復她原本的力量，但黑洞已經打開了，Lotus嘗試使出她所有的力量去保護Tenno，接著“墻中之男”突然出現幫助他們把黑洞關閉。
事件之後，Tenno（指揮官和漂泊者）把Lotus帶回月球的原位，重新作爲Tenno的幕後支援，雖然Ballas已經死亡，那爾邁帝國分崩離析，但仍然有部分死忠份子在活躍，戰爭依然繼續。
《新世戰紀》的故事結束後，因爲Teshin已經戰死，所以“武形秘儀”的Teshin變成了投影影像。而且地球的Ostron村落和金星的福爾圖那的面貌也留下那爾邁統治時的改變。指揮官可以切換成漂泊者形態，也可以將登陸船停泊在漂泊者營地。Lotus可以切換成Natah或Margulis的形象（形象會根據玩家在故事最後的抉擇而定，可以使用其他形象不過需要用白金貨幣購買，但名字就會永遠被定下來）。

### 音樂
遊戲中的音效由Digital Extremes內部團隊和喬治斯‧潘諾斯（George Spanos）擔任、作曲家由好萊塢的凱思·波沃爾（Keith Power）擔任，其創作的音樂有著「喜怒無常、充滿活力的電子風格」。製作團隊與流行文化品牌iam8bit合作發售了第一張遊戲專輯，原聲帶收錄了24首歌曲，包含了2015年的劇情任務「第二場夢」所使用的配樂。專輯封面由著名藝術家帕特里西奥‧貝特歐（Patricio Betteo）擔任，專輯裡也包含著帕特里西奥‧貝特歐為《戰甲神兵》繪製的一些插圖和創作產品。
。
| 《戰甲神兵》官方原聲帶 | 《戰甲神兵》官方原聲帶 |
| 曲序                   | 曲目                   |
| ---------------------- | ---------------------- |
| 1.                     | This Is What You Are   |
| 2.                     | Hunhow                 |
| 3.                     | The Second Dream       |
| 4.                     | Wretched Things        |
| 5.                     | Ghosts of Voids        |
| 6.                     | Corrupted              |
| 7.                     | Derelicts              |
| 8.                     | The Creeping Dark      |
| 9.                     | Archwing               |
| 10.                    | Wings of War           |
| 11.                    | The Witches Lair       |
| 12.                    | Red Broth              |
| 13.                    | Origin System          |
| 14.                    | Vor’s Prize            |
| 15.                    | Corpus Greed           |
| 16.                    | March of the Moa       |
| 17.                    | Our Disease            |
| 18.                    | Consume Us             |
| 19.                    | Grineer Onslaught      |
| 20.                    | The Profit             |
| 21.                    | Gene Molds             |
| 22.                    | Grakata                |
| 23.                    | Grakata                |
| 24.                    | Rapid Adaption         |

## 評價
因《戰甲神兵》遊戲中角色的動作表現，大部分媒體以「太空、科幻忍者」來形容该作品。甚至也被评价为像是「《質量效應》遇上《忍者龍劍傳》」，就連創意總監史特夫·辛克萊也表示「這是款大型，混亂的太空忍者遊戲」。
Venturebeat.com將其列為「2013年你應該玩的前六大MMO遊戲」之一。新浪網將其列為18禁網路遊戲第二名，直接理由為暴力，但不認為這是第三人稱射擊遊戲，因為遊戲中融入了大量的動作與MMO玩法。《戰甲神兵》新增的開放世界地圖夜靈平原，在新浪網被選為「2017年十大DLC」之一。
PC Gamer认为游戏故事中每個問題都可能把答案放在某個地方、或者放在非常明顯的地方但需要了解製作團隊原創的外星語言才能理解的手法，有著《黑暗靈魂》的風格。
在推出首個開放世界特性的地圖「夜靈平野（Plains of Eidolon）」的兩週後，玩家人數從六萬多提昇至十二萬多，明顯地上升了兩倍。
Polygon的班‧庫切拉（Ben Kuchera）覺得《戰甲神兵》有著H·R·吉格爾的風格。新政治家雜誌認為《戰甲神兵》獨創的美術風格就是戰甲本身。Digital Extremes的社群經理的麗貝卡‧福特（Rebecca Ford）表示，《戰甲神兵》第一吸引人潮的特點就是遊戲的美術風格。

### 評分
在正式上市後，《戰甲神兵》在Metacritic和GameRankings上得到了混合或平均的評價，評分為68/100分和60%。IGN給予PC平台7/10分，並讚美遊戲的合作模式有著《質量效應3》多人遊戲的格調。GameSpot給予PC平台6/10分，提及遊戲中的機甲特技動作良好，但場景經常重複，敵人也沒有豐富的表情，以及一些系統並沒有良好的說明。PCGamesN給予5顆星標準內的4.5顆。
Metacritic和GameRankings也給PS4平台混合或平均的評價，評分為64/100分和67%。GameZone的麥克·斯普赫達（Mike Splechta）給PS4版本8.5/10分，並表示「如果你已經很享受像《魔物獵人》的遊戲，需要你為了製作更好的物品而培養的話，《戰甲神兵》也遵循著相同的公式，除了有更多讓人滿足的地方和更快節奏的戰鬥。」。IGN給PS4平台給予7.5/10分。Game Informer給予PS4平台7.8/10分。
Metacritic給Xbox One平台混合或平均的評分62/100，但GameRankings的評分達到了70%。Destructoid的克里斯·卡特（Chris Carter）給予Xbox One平台6/10分，卡特表示在製作物品期間相當緩慢，並可能會引誘玩家購買（或交易）遊戲中的真實貨幣，而且為了製作一件物品，玩家必須知道要先取得哪先材料、購買藍圖等才能開始製作，否則會浪費更多時間。他在與一些硬派玩家交流後發現快速成長的方法，但過程也相當緩慢，也可能促使新手玩家花費大筆鈔票，即使这并非成长的必经之路。經歷過大部分的流程後，卡特不認為這是款「付費贏」（Pay-to-win）的遊戲，唯有必須使用真實貨幣才能獲得的裝飾品才是最難获得的。IGN義大利給予7.2/10分。官方Xbox雜誌英國給予7/10分。COGconnected給予68/100分。PureXbox.com給予正面的8/10分。

### 獎項
- 2013年12月17日，被ZAM（英语：Allakhazam）獲獎為「年度最佳動作遊戲」。[72]同月23日，被PC Invasion獲獎為「年度最佳免費遊戲」。[73]
- 2014年3月31日，在MMOBomb.com上的終極免費遊戲決勝賽中被選為「巫師派」（Wizard Division）的冠軍。[74]
- 2017年12月7日，在遊戲大獎2017（英语：The Game Awards 2017）上提名「最佳持續遊戲」（Best Ongoing Game）。[59]
- 2018年1月5日，在Steam大獎2017（英语：Steam Awards）上獲得「甜蜜的負擔」（Labor Of Love）獎項。[75][60]
- 2018年4月，夜靈平野更新在PromaxGames（英语：Promax Awards）上獲得「年度最佳營銷活動」（Best Marking Campaign of the Year）的獎項。[76]
- 2018年5月14日，在紐約市舉辦的第23屆（英语：2018 Webby Awards）威比獎上，由網友票選的「人民之聲」上獲獎「最佳動作遊戲」。[77]
- 2019年5月13日，[78]在2019年威比獎（英语：2019 Webby Awards）上，由網友投票的「人民之聲」獲獎「最佳動作遊戲」和「最佳音效設計」。[79]
- 2020年1月2日，在Steam大獎2019上提名「甜蜜的負擔」（Labor Of Love）的獎項。[80]

## 外部連結
- 官方网站
- Fandom上的更多相关：Warframe（英文）
- Fandom上的更多相关：戰甲神兵（繁體中文）
- 戰甲神兵在巴哈姆特的頁面（繁體中文）
- 灰机Wiki - Warframe（中文简体）